# Georgia Institute of Technology
Georgia Institute of Technology (Instytut Techniczny Georgii) – amerykańska uczelnia techniczna z siedzibą w Atlancie. 
Uczelnię założono 13 października 1885 jako Georgia School of Technology, a pierwszych studentów przyjęto w październiku 1888. W 1948 zmieniła nazwę na Georgia Institute of Technology. Jesienią 2016 liczba studentów wynosiła 15 489. W 2017 w rankingu najlepszych uniwersytetów w USA uczelnia uplasowała się na 37. pozycji.
Drużyny sportowe Georgia Institute of Technology noszą nazwę Georgia Tech Yellow Jackets i występują w NCAA Division I. Najbardziej utytułowaną jest drużyna futbolowa, która cztery razy zdobyła mistrzostwo kraju.